# 清绿铁路
清绿铁路南起兰新铁路清水站，北至额济纳旗额肯查干牧场宝日乌拉嘎查（绿园/青山头）绿园，后来继续北延至建国营站与嘉策铁路接轨。是与东风航天城配套的军用铁路，最初为严格对外保密的军事专用线，近年来因中国载人航天工程的发展而为人所知。线路从清水站至绿园段区间共331公里，全长356公里。桥梁7座，总延长665米；涵梁74座，总延长644米；车站14座，正线铺轨304公里。该铁路由酒泉卫星发射中心铁路管理处管理，所有酒泉卫星发射中心的大部分火箭、卫星材料、生活用品由此铁路来运输，因此被称为“酒泉卫星发射中心的生命线”。

## 历史
由铁道兵第10师，第3、6师各1个土方机械连担负施工任务。1958年5月23日开工，1959年4月27日铺轨通车。全线共完成路基土石方247万立方米；1959年12月15日，工程通过验收。1960年1月16日，铁路交付试验基地铁路管理部门运营。线路是铁道兵承建的国防工程，是为适应0029工程（建设中国第一座导弹试验基地）的需要而修建的军事专用线。铁路通车于1960年，投资5690万元人民币。
2021年12月15日，清绿铁路完成63年航天运输任务圆满退役，其航天运输任务由酒额铁路酒泉至东风段取代，其中清水至上元区间废弃，上元至东风区间改建为酒额铁路。12月26日，酒泉至额济纳铁路酒泉至东风段建成通车。酒额铁路酒泉至东风段升级改造工程利用华能甘肃公司的电厂专用线9.940公里，新建122.583公里，改建清绿线109.152公里。

## 营运状况
每周一、三、五有军列301/2次在清水站和东风站间往返。